# Stiphodon
Stiphodon es un género de peces de la familia Gobiidae y de la orden de los Perciformes. Se encuentra en Asia y Oceanía (especialmente en el Japón, Polinesia y Filipinas).

## Especies
Se reconocen las siguientes:
- Stiphodon alcedo Maeda, Mukai & Tachihara, 2012
- Stiphodon alleni Watson, 1996
- Stiphodon annieae Keith & Hadiaty, 2014
- Stiphodon astilbos Ryan, 1986
- Stiphodon atratus Watson, 1996
- Stiphodon atropurpureus (Herre, 1927)
- Stiphodon aureofuscus Keith, Busson, Sauri, Hubert & Hadiaty, 2015
- Stiphodon aureorostrum I. S. Chen & H. H. Tan, 2005
- Stiphodon birdsong Watson, 1996
- Stiphodon caeruleus Parenti & Maciolek, 1993
- Stiphodon carisa Watson, 2008
- Stiphodon chlorestes Jhuang, Dimaquibo & Liao, 2024
- Stiphodon discotorquatus Watson, 1995
- Stiphodon elegans (Steindachner, 1879)
- Stiphodon hydroreibatus Watson, 1999
- Stiphodon imperiorientis Watson & I. S. Chen, 1998
- Stiphodon julieni Keith, Watson & Marquet, 2002
- Stiphodon kalfatak Keith, Marquet & Watson, 2007
- Stiphodon larson Watson, 1996
- Stiphodon maculidorsalis Maeda & H. H. Tan, 2013[2]
- Stiphodon martenstyni Watson, 1998
- Stiphodon mele Keith, Marquet & Pouilly, 2009
- Stiphodon multisquamus H. L. Wu & Y. Ni, 1986
- Stiphodon niraikanaiensis Maeda, 2013[3]
- Stiphodon oatea Keith, Feunteun & Vigneux, 2010
- Stiphodon ornatus Meinken, 1974
- Stiphodon palawanensis Maeda & Palla, 2015
- Stiphodon pelewensis Herre, 1936
- Stiphodon percnopterygionus Watson & I. S. Chen, 1998
- Stiphodon pulchellus (Herre, 1927)
- Stiphodon rubromaculatus Keith & Marquet, 2007
- Stiphodon rutilaureus Watson, 1996
- Stiphodon sapphirinus Watson, Keith & Marquet, 2005
- Stiphodon semoni M. C. W. Weber, 1895
- Stiphodon surrufus Watson & Kottelat, 1995
- Stiphodon tuivi Watson, 1995
- Stiphodon weberi Watson, G. R. Allen & Kottelat, 1998
- Stiphodon zebrinus Watson, G. R. Allen & Kottelat, 1998